# Moreno Ferrario

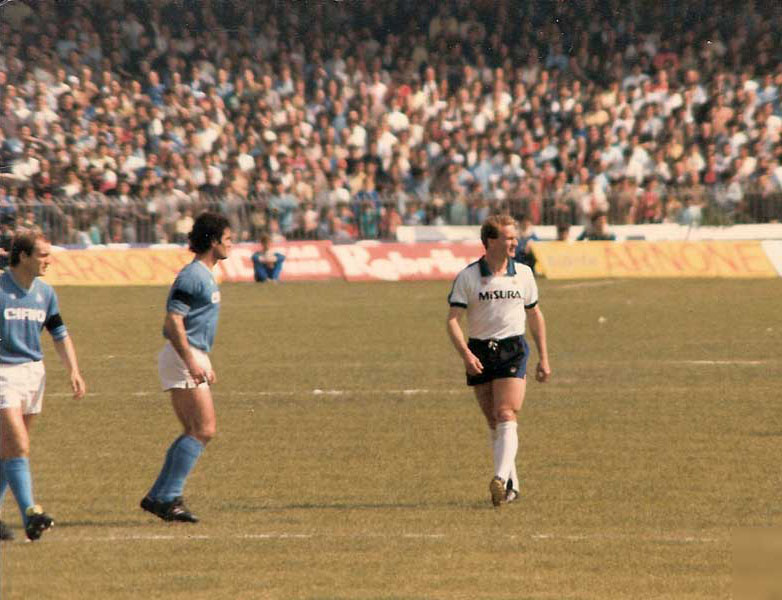
Moreno Ferrario en un partido entre el Nápoles y el Inter de Milán

Moreno Ferrario (Lainate, Provincia de Milán, Italia, 20 de marzo de 1959) es un exfutbolista y entrenador italiano. Jugaba de defensa.

## Trayectoria
Creció en la cantera del Varese y pasó al primer equipo en 1975, jugando dose temporadas en Serie B. En el verano de 1977 fue transferido al Napoli, donde se ganó pronto el puesto de titular. Jugó en el conjunto partenopeo hasta 1988, disputando 397 partidos con 11 goles y ganando un Scudetto en 1986/87 y una Copa de Italia el mismo año.
En la temporada 1988/89 fue transferido a la Roma, donde permaneció sólo un año. En la temporada siguiente rozó el ascenso a la máxima categoría con el Avellino, en Serie B. Jugó también en Siena, Carrarese y Saronno, donde, entrenado por su antiguo compañero de equipo en el Napoli, Beppe Savoldi, ganó un campeonato de Serie C2 y concluyó su carrera de futbolista.

## Selección nacional
Ha sido internacional 16 veces con las Selecciones juveniles de Italia entre 1977 y 1980: disputó 10 partidos con la Italia Sub-21 y 6 con la Italia Olímpica.

## Clubes
| Club             | País   | Año         |
| ---------------- | ------ | ----------- |
| Varese Calcio    | Italia | 1975 - 1976 |
| SSC Napoli       | Italia | 1977 - 1988 |
| AS Roma          | Italia | 1988 - 1989 |
| US Avellino      | Italia | 1989 - 1991 |
| AC Siena         | Italia | 1991 - 1992 |
| Carrarese Calcio | Italia | 1992 - 1994 |
| FBC Saronno      | Italia | 1994 - 1995 |

## Palmarés

### Campeonatos nacionales
| Título      | Club        | País   | Año         |
| ----------- | ----------- | ------ | ----------- |
| Serie A     | SSC Napoli  | Italia | 1986 - 1987 |
| Copa Italia | SSC Napoli  | Italia | 1986 - 1987 |
| Serie C2    | FBC Saronno | Italia | 1994 - 1995 |